# Elizabeth Reaser
Elizabeth Ann Reaser (Bloomfield, 2 de julho de 1975) é uma atriz norte-americana. Em seus trabalhos estão incluídos filmes de Stay, The Family Stone, e Twilight e de séries de TV gravados: Grey's Anatomy e The Ex-List.

## Início da vida
Reaser nasceu em Bloomfield, um subúrbio de Detroit abastados, filha de Karen Davidson e John Reaser.Seu padrasto era bilionário empresário William Davidson; sua mãe Karen se tornou a dona do Detroit Pistons, após a sua morte.Reaser é um graduada da Juilliard School. Ela também participou da Academia do Sagrado Coração, em Bloomfield Hills.

## Carreira
Certa vez, ela apareceu em uma produção teatral de Londres para apenas dois membros da audiência e em preparação para seu papel em Saved, ela sai em uma sala de emergência, pesquisando o comportamento do pessoal médico.Em outubro de 2004, a revista Interview classificou ela como um dos 14 "To Be" emergentes mulheres criativas.Ela ganhou o "Prêmio do Júri" no Newport Beach Film Festival em 2006 por seu trabalho no filme Verdadeiro Amor, e em 2007 foi indicado para o Espírito Independente Award como "Best Female Lead" para a mesma parte. Reaser também ganhou um Emmy Award de Melhor Atriz Coadjuvante em Série Dramática pela sua aparição recorrente ao longo de 2007 na série de TV Grey's Anatomy, como uma mulher não identificada grávida que sofre de amnésia. Reaser desempenhou o papel de Esme Cullen, a vampira matriarca da família Cullen, no filme Twilight, baseado no best-seller de mesmo nome por Stephenie Meyer.Em 2009, refez o papel como Esme Cullen  em The Twilight Saga: New Moon e The Twilight Saga: Eclipse, que estreou em 30 de junho de 2010. Elizabeth Reaser é vegetariana.

## Filmografia

### Cinema
| Ano       | Filme                                  | Papel                      |
| --------- | -------------------------------------- | -------------------------- |
| 1999      | Scrubs                                 | Molly                      |
| 2001      | Thirteen Conversations About One Thing | Uma jovem mulher na classe |
| 2001      | Tolerância Zero                        | Miriam                     |
| 2002      | Emmett’s Mark                          | Alison Holmes              |
| 2004      | Mind the Gap                           | Malissa Zubach             |
| 2005      | The Family Stone                       | Susannah Stone Trousdale   |
| 2005      | Stay                                   | Athena                     |
| 2005      | Sweet Land                             | Inge (jovem)               |
| 2006      | Puccini for Beginners                  | Allegra Castiglione        |
| 2006      | The Wedding Weekend                    | Julep                      |
| 2007      | Purple Violets                         | Bernadette                 |
| 2008      | Twilight                               | Esme Cullen                |
| 2009      | The Twilight Saga: New Moon            | Esme Cullen                |
| 2009      | Against the Current                    | Liz Clarke                 |
| 2010      | The Twilight Saga: Eclipse             | Esme Cullen                |
| 2011      | The Art Of Getting By                  | Charlotte Howe             |
| 2011/2012 | The Twilight Saga: Breaking Dawn       | Esme Cullen                |
| 2011      | Homework                               | Charlotte                  |
| 2012      | Liberal Arts                           | Ana                        |

### Televisão
| Ano       | Título                       | Papel                         | Nota               |
| --------- | ---------------------------- | ----------------------------- | ------------------ |
| 2000      | The Sopranos                 | Stace                         | "D-Girl"           |
| 2002      | Law & Order: Criminal Intent | Serena Whitfield              | "The Insider"      |
| 2004      | Hack                         | Elaine Jones                  | "Extreme Commerce" |
| 2004      | The Jury                     | Rachel Byrnes                 | "Pilot"            |
| 2006      | Saved                        | Alice Alden, M.D.             | (Série Regular)    |
| 2006      | Standoff                     | Anya Reed                     | "Heroine"          |
| 2006      | Law & Order: Criminal Intent | Jillian Slaughter             | "Proud Flesh"      |
| 2007-2008 | Grey's Anatomy               | Ava / Rebecca Pope / Jane Doe | (17 episódios)     |
| 2008      | Wainy Days                   | Annie                         | "The Waindow"      |
| 2008-2009 | The Ex-List                  | Bella Bloom                   | (Series Lead)      |
| 2010-2011 | The good Wife                | [Tammy Linnata}               |                    |
| 2018      | The Haunting of Hill House   | Shirley Crain                 | Papel principal    |

## Estágios
| Ano  | Título                  | Papel                              | Teatro                        |
| ---- | ----------------------- | ---------------------------------- | ----------------------------- |
| 1999 | Sweet Bird of Youth     | Heavenly                           | La Jolla Playhouse            |
| 2000 | The Hologram Theory     | Mimi                               | Blue Lights Theatre Company   |
| 2001 | Blackbird               | Froggy                             | Bush Theatre (London)         |
| 2001 | Closer                  | Alice                              | Portland Center Stage         |
| 2002 | Stone Cold Dead Serious | Shaylee Ledbetter / Sharice        | American Repertory Theatre    |
| 2003 | The Winter’s Tale       | Perdita                            | Classic Stage Company         |
| 2005 | Top Girls               | Paciente Griselda / Nell / Jeanine | Williamstown Theatre Festival |

## Prémios e nomeações
| Ano  | Prémio                      | Categoria                                      | Trabalho       | Resultado  |
| ---- | --------------------------- | ---------------------------------------------- | -------------- | ---------- |
| 2006 | Newport Beach Film Festival | Prêmio do Júri - Melhor Atriz (Longa Metragem) | Sweet Land     | Vencendora |
| 2007 | Primetime Emmy              | Melhor Atriz Convidada em Série Dramática      | Grey's Anatomy | Nomeada    |
| 2007 | Independent Spirit Award    | Melhor condutora feminina                      | Sweet Land     | Nomeada    |
| 2008 | Screen Actors Guild Award   | Performance de um Elenco numa Série Dramática  | Grey's Anatomy | Nomeada    |
| 2009 | Prism Award                 | Melhor performance em um Multi-Drama           | Grey's Anatomy | Nomeada    |